# Samson Baidoo
Samson Baidoo (Graz, 31 marzo 2004) è un calciatore austriaco, difensore del Lens e della nazionale austriaca.

## Carriera

### Club
Nel 2018 è stato acquistato dal Salisburgo. Ha debuttato il 30 agosto 2022 in Coppa d'Austria contro il Gurten.. Il 17 luglio 2025 viene ufficializzato il suo trasferimento al Lens, firmando un quinquennale con il club francese.

### Nazionale
Ha giocato numerose partite con le varie nazionali giovanili austriache.
Il 13 ottobre 2023 ha giocato la sua prima partita con l'Austria, contro il Belgio nelle qualificazioni per Euro 2024.

## Statistiche

### Presenze e reti nei club
Statistiche aggiornate al 24 maggio 2025.
| Stagione          | Squadra           | Campionato        | Campionato | Campionato | Coppe nazionali | Coppe nazionali | Coppe nazionali | Coppe continentali | Coppe continentali | Coppe continentali | Altre coppe | Altre coppe | Altre coppe | Totale | Totale | Totale |
| Stagione          | Squadra           | Comp              | Pres       | Reti       | Comp            | Pres            | Reti            | Comp               | Pres               | Reti               | Comp        | Pres        | Reti        | Pres   | Reti   |        |
| ----------------- | ----------------- | ----------------- | ---------- | ---------- | --------------- | --------------- | --------------- | ------------------ | ------------------ | ------------------ | ----------- | ----------- | ----------- | ------ | ------ | ------ |
| 2021-2022         | Liefering         | 2L                | 25         | 0          | -               | -               | -               | -                  | -                  | -                  | -           | -           | -           | 25     | 0      |        |
| 2022-2023         | Liefering         | 2L                | 21         | 1          | -               | -               | -               | -                  | -                  | -                  | -           | -           | -           | 21     | 1      |        |
| Totale Liefering  | Totale Liefering  | Totale Liefering  | 46         | 1          |                 | -               | -               |                    | -                  | -                  |             | -           | -           | 46     | 1      |        |
| 2022-2023         | Salisburgo        | BL                | 4          | 0          | CA              | 1               | 0               | UCL+UEL            | 0                  | 0                  | -           | -           | -           | 5      | 0      |        |
| 2023-2024         | Salisburgo        | BL                | 17         | 2          | CA              | 1               | 0               | UCL                | 5                  | 0                  | -           | -           | -           | 23     | 2      |        |
| 2024-2025         | Salisburgo        | BL                | 29         | 0          | CA              | 2               | 0               | UCL                | 11                 | 0                  | Cmc         | -           | -           | 42     | 0      |        |
| Totale Salisburgo | Totale Salisburgo | Totale Salisburgo | 50         | 2          |                 | 4               | 0               |                    | 16                 | 0                  |             | -           | -           | 70     | 2      |        |
| Totale carriera   | Totale carriera   | Totale carriera   | 96         | 3          |                 | 4               | 0               |                    | 16                 | 0                  |             | -           | -           | 116    | 3      |        |

### Cronologia presenze e reti in nazionale
| Cronologia completa delle presenze e delle reti in nazionale ― Austria | Cronologia completa delle presenze e delle reti in nazionale ― Austria | Cronologia completa delle presenze e delle reti in nazionale ― Austria | Cronologia completa delle presenze e delle reti in nazionale ― Austria | Cronologia completa delle presenze e delle reti in nazionale ― Austria | Cronologia completa delle presenze e delle reti in nazionale ― Austria | Cronologia completa delle presenze e delle reti in nazionale ― Austria | Cronologia completa delle presenze e delle reti in nazionale ― Austria |
| Data                                                                   | Città                                                                  | In casa                                                                | Risultato                                                              | Ospiti                                                                 | Competizione                                                           | Reti                                                                   | Note                                                                   |
| ---------------------------------------------------------------------- | ---------------------------------------------------------------------- | ---------------------------------------------------------------------- | ---------------------------------------------------------------------- | ---------------------------------------------------------------------- | ---------------------------------------------------------------------- | ---------------------------------------------------------------------- | ---------------------------------------------------------------------- |
| 13-10-2023                                                             | Vienna                                                                 | Austria                                                                | 2 – 3                                                                  | Belgio                                                                 | Qual. Euro 2024                                                        | -                                                                      | 66’                                                                    |
| Totale                                                                 |                                                                        | Presenze                                                               | 1                                                                      |                                                                        | Reti                                                                   | 0                                                                      |                                                                        |

## Palmarès

### Club

#### Competizioni nazionali
- Campionato austriaco: 1

Salisburgo: 2022-2023